# تحلیل استنادی
تحلیل استنادی یکی از روش‌های کتاب سنجی است که به ارزیابی متون علمی براساس شمارش استنادهای تعلق گرفته به متون می‌پردازد. تحلیل استنادی به خود ارزیابی پژوهشگران کمک می‌کند و یک محقق با پیگیری استنادها و با پی بردن بر رد یا اثبات ادعاهای خود و دیگرن در مورد آثار منتشر شده با پیگیری استنادها می‌توانند روش‌های خود را بهبود بخشند.

تحلیل استنادی از استنادهای منابع علمی برای برقراری، تحلیل و درک میان منابع علمی یا محققان استفاده می‌کند. از این روش برای درک ریشه تاریخی یک اندیشه می‌توان استفاده کرد. از نگاه توسعه، رویکرد به تحلیل استنادی توسعه علم را به همراه دارد.

تحلیل استنادی به عنوان یک معیار بسیار مهم علم سنجی و ترسیم ساختار موضوعی رشته‌های مختلف علمی، موجب پیدایش رشته‌های مختلف علمی، موجب پیدایش رشته‌های علمی نو از طریق روابط استنادی بین رشته‌ای و یافتن مدارک استناد شده از رشته‌های مختلف به یکدیگر و در نتیجه یافتن رشته‌های ارتباط یافته با یکدیگر است. (عمرانی، ۱۳۸۶، ص ۴۷)

البته ذکر این نکته حائز اهمیت است که تحلیل استنادی ابزار کاملی برای سنجش کیفیت پژوهش نیست. تحلیل استنادی بر مقاله‌های علمی و رفتارهای استنادی تکیه می‌کند و نه مستقیماً بر کیفیت پژوهش (عمرانی، ۱۳۸۶، ص ۴۸).

موییج می‌نویسد: "با تحلیل استنادی، صاحبان تحقیق‌های ضعیف یا ادامه نمی‌دهند و کنار می‌روند یا اصلاح می‌شوند و به پژوهشگران خوبی تبدیل می‌شوند (عمرانی، ۱۳۸۶، ص ۴۸).

البته بسیاری از محققان کارایی تحلیل استنادی در ارزیابی پژوهش را کامل و کافی نمی‌دانند (عمرانی، ۱۳۸۶، ص ۴۸).
برخی محققان دربارهٔ استفاده از تحلیل استنادی در ارزیابی فعالیت‌های علمی افراد اظهار نگرانی کرده‌اند و معتقدند که این تحلیل ممکن است تفاسیر نادرستی در پی داشته باشد، زیرا کمیت و کیفیت لزومآ دارای همبستگی نیستند.

## پیشینه
پیشینه استناد یا اِسناد را باید در قرون اولیه قمری و در علم‌الحدیث جست‌وجو کرد. در حدیث، اِسناد به زنجیره ناقلان (سلسله سند) عنصر اساسی تشخیص صحّت و اعتبار هر حدیث بوده‌است. سند را آنچه مورد اسناد قرار گرفته (یا زنجیره ناقلان) و متن را بیان آخرین راوی تعریف کرده‌اند؛ تعریفی که امروزه نیز در نمایه استناد (Citation index) به‌کار می‌رود. ظاهرآ در نسخه‌های خطی دینی و حقوقی عبری در قرن ۱۲ میلادی به‌کار می‌رفته‌است.
استفاده از تحلیل استنادی، در غرب، نخست در حوزه علم حقوق در سال ۱۷۴۳ برای تدوین کردن مرافعات حقوقی مورد استفاده قرار گرفت که نسخه مدوّنی از آن متعلق به ۱۸۲۱ در دست است. سپس در سال ۱۸۷۳ برای کشف چگونگی تصمیم‌گیری دربارهٔ مرافعات خاص حقوقی با استفاده از زنجیره استناد به موارد مشابه پیشین نیز از آن استفاده شد. با ظهور نمایه استنادی علوم (Science Citation Index)، که مؤسسه اطلاعات علمی (Institute for Scientific Information (ISI در سال ۱۹۶۳ منتشر ساخت، استفاده از این منبع به‌عنوان ابزاری برای مطالعات و تحلیل‌های گوناگون رونق یافت و امروزه از جمله فنون شناخته‌شده برای مطالعات کتابسنجی است.

## کابردها
- بهبود بخشیدن به کنترل کتابشناختی متون رشته‌های مختلف
- تعیین منابع هسته
- گروه‌بندی منابع
- ردگیری گسترش اندیشه‌ها و رشد متون علمی
- پیش‌بینی روند انتشارات
- تبیین الگوی استفاده از مواد منابع
- سیاستگذاری برای مجموعه‌سازی کتابخانه‌ها و مراکز اطلاع‌رسانی
- چگونگی استناد در میان نویسندگان رشته‌های مختلف
- شناسایی نویسندگانی که بیشتر از دیگران مورد استناد قرار می‌گیرند
- شناسایی مجلات، کشورها، یا سازمان‌هایی که بیش از سایر موارد مشابه مورد استناد قرار می‌گیرند
- کشف روابط بین رشته‌ای و درون‌رشته‌ای
- تعیین میزان روزآمد بودن نوشته‌های علمی با توجه به تاریخ مآخذ مورد استفاده در آثار

## انواع تحلیل استنادی
تحلیل استنادی بر دو نوع عمودی و افقی است.

### تحلیل استنادی عمودی
هدف از این نوع تحلیل، کشف قواعد حاکم بر رابطه متن و زنجیره اسناد آن است. هر مقاله علمی به‌عنوان حلقه‌ای از یک زنجیره در قیاس با مقالات قبل و بعد از خود سنجیده می‌شود. در این روش، فرض بر آن است که عمل استناد خود سبب می‌شود که، خواسته یا ناخواسته، شبکه‌ای میان اسلاف (اسناد) و اخلافِ (متون) یک زمینه پدید آید. هربار که نویسنده‌ای به مقالات پیشین استناد می‌کند نه تنها بر حجم انتشارات آن زمینه می‌افزاید، بلکه در بافت شبکه ارتباطی آن زمینه نیز اثر می‌گذارد. در نتیجه ارزش یک مقاله علمی بر مبنای تأثیر در مقالات و نوشته‌های بعدی (حضور در مجموعه مآخذ آنها) تعیین می‌شود.

### تحلیل استنادی افقی
هدف از این نوع تحلیل، کشف رابطه احتمالی میان خود مآخذ (سندها) یا خود مقالات (متن‌ها) است. هرگاه بپذیریم که میان یک مقاله و مآخذش رابطه‌ای هست، پس اگر دو مقاله در مآخذ خود مشترک باشند، یا دو مأخذ در مقالاتی پیوسته در کنار یکدیگر مورد استفاده قرار گیرند، باید میان آن دو مقاله با یکدیگر و این دو مأخذ با یکدیگر از لحاظ موضوعی شباهتی موجود باشد. نوع اول را «اشتراک در مأخذ» (Bibliographic coupling) و نوع دوم را «اشتراک در متن»(Co-citation) می‌نامند.